# Église Saint-Martin de Canoha
Pour les articles homonymes, voir église Saint-Martin.
L'église Saint-Martin de Canoha est une chapelle romane du XIe siècle située à Prades, dans le département français des Pyrénées-Orientales.

## Description
De style roman, l'église est à nef unique voûtée en berceau et terminée par une abside semi-circulaire. 
Extérieurement, son chevet est richement décoré d'une arcature aveugle. Son clocher-mur est une construction moderne.